# Ophioblennius macclurei
Ophioblennius macclurei es una especie de pez de la familia Blenniidae en el orden de los Perciformes.

## Morfología
• Los machos pueden llegar alcanzar los 12,2 cm de longitud total.

## Reproducción
Es ovíparo.

## Hábitat
Es un pez de mar y de clima tropical y asociado a los  arrecifes de coral.

## Distribución geográfica
Se encuentra desde Carolina del Norte (Estados Unidos) y Bermuda hasta el Brasil, incluyendo el oeste del Golfo de México y las Antillas.